# Record du monde de natation dames du 100 mètres dos
Progression du record du monde de natation sportive dames pour l'épreuve du 100 mètres dos en bassin de 50 et 25 mètres.

## Bassin de 50 mètres
| Temps             | Laps | Laps | Athlète             | Naissance | Âge | Nationalité        | Compétition                             | Lieu            | Date               |
| ----------------- | ---- | ---- | ------------------- | --------- | --- | ------------------ | --------------------------------------- | --------------- | ------------------ |
| 1 min 36 s 7      |      |      | Doris Hart          |           |     | Royaume-Uni        |                                         | Göteborg        | 6 juillet 1923     |
| 1 min 35 s 0      |      |      | Jarmila Müllerová   |           |     | Tchécoslovaquie    |                                         | Prague          | 29 juillet 1923    |
| 1 min 26 s 6      |      |      | Sybil Bauer         |           |     | États-Unis         |                                         | Newark          | 8 août 1923        |
| 1 min 22 s 4      |      |      | Sybil Bauer         |           |     | États-Unis         |                                         | Miami           | 6 janvier 1924     |
| 1 min 22 s 0      |      |      | Willy van den Turk  |           |     | Pays-Bas           |                                         | Rotterdam       | 10 juillet 1927    |
| 1 min 21 s 6      |      |      | Marie Braun         |           |     | Pays-Bas           |                                         | Amsterdam       | 11 août 1928       |
| 1 min 21 s 4      |      |      | Marie Braun         |           |     | Pays-Bas           |                                         | Bruxelles       | 20 avril 1929      |
| 1 min 21 s 0      |      |      | Marie Braun         |           |     | Pays-Bas           |                                         | La Haye         | 27 novembre 1929   |
| 1 min 20 s 6      |      |      | Bonnie Mealing      |           |     | Australie          |                                         | Sydney          | 27 février 1930    |
| 1 min 18 s 6      |      |      | Phyllis Harding     |           |     | Pays-Bas           |                                         | Wallasey        | 30 mai 1932        |
| 1 min 18 s 2      |      |      | Eleanor Holm        | 1913      | 19  | États-Unis         |                                         | Jones Beach     | 16 juillet 1932    |
| 1 min 16 s 8      |      |      | Rie Mastenbroek     |           |     | Pays-Bas           |                                         | Düsseldorf      | 25 novembre 1934   |
| 1 min 16 s 3      |      |      | Eleanor Holm        | 1913      | 22  | États-Unis         |                                         | Chicago         | 15 janvier 1935    |
| 1 min 15 s 8      |      |      | Rie Mastenbroek     |           |     | Pays-Bas           |                                         | Amsterdam       | 27 février 1936    |
| 1 min 15 s 7      |      |      | Dina Senff          |           |     | Pays-Bas           |                                         | Copenhague      | 8 septembre 1936   |
| 1 min 15 s 4      |      |      | Dina Senff          |           |     | Pays-Bas           |                                         | Copenhague      | 10 septembre 1936  |
| 1 min 13 s 6      |      |      | Dina Senff          |           |     | Pays-Bas           |                                         | Düsseldorf      | 25 octobre 1936    |
| 1 min 13 s 5      |      |      | Cor Kint            |           |     | Pays-Bas           |                                         | Copenhague      | 1er novembre 1938  |
| 1 min 13 s 2      |      |      | Iet van Feggelen    |           |     | Pays-Bas           |                                         | Amsterdam       | 10 novembre 1938   |
| 1 min 13 s 0      |      |      | Iet van Feggelen    |           |     | Pays-Bas           |                                         | La Haye         | 12 novembre 1938   |
| 1 min 12 s 9      |      |      | Iet van Feggelen    |           |     | Pays-Bas           |                                         | Anvers          | 26 novembre 1938   |
| 1 min 10 s 9      |      |      | Cor Kint            |           |     | Pays-Bas           |                                         | Rotterdam       | 22 septembre 1939  |
| Nouvelles règles  |      |      |                     |           |     |                    |                                         |                 |                    |
| 1 min 12 s 9      |      |      | Judith Grinham      |           |     | Royaume-Uni        |                                         | Melbourne       | 5 décembre 1956    |
| 1 min 12 s 5 (y)  |      |      | Philippa Gould      |           |     | Nouvelle-Zélande   |                                         | Auckland        | 12 mars 1958       |
| 1 min 12 s 4 (y)  |      |      | Margaret Edwards    |           |     | Royaume-Uni        |                                         | Cardiff         | 19 avril 1958      |
| 1 min 12 s 3      |      |      | Ria van Velsen      |           |     | Pays-Bas           |                                         | Nimègue         | 20 juillet 1958    |
| 1 min 11 s 9 (y)  |      |      | Judith Grinham      |           |     | Royaume-Uni        |                                         | Cardiff         | 23 juillet 1958    |
| 1 min 11 s 7      |      |      | Ria van Velsen      |           |     | Pays-Bas           |                                         | Waalwijk        | 26 juillet 1959    |
| 1 min 11 s 4      |      |      | Carin Cone          |           |     | États-Unis         |                                         | Chicago         | 6 septembre 1959   |
| 1 min 11 s 0      |      |      | Ria van Velsen      |           |     | Pays-Bas           |                                         | Leipzig         | 12 juin 1960       |
| 1 min 10 s 9      |      |      | Ria van Velsen      |           |     | Pays-Bas           |                                         | Maastricht      | 10 juillet 1960    |
| 1 min 10 s 1      |      |      | Lynn Burke          |           |     | États-Unis         |                                         | Indianapolis    | 17 juillet 1960    |
| 1 min 10 s 0      |      |      | Lynn Burke          |           |     | États-Unis         |                                         | Détroit         | 4 août 1960        |
| 1 min 09 s 2      |      |      | Lynn Burke          |           |     | États-Unis         |                                         | Détroit         | 5 août 1960        |
| 1 min 09 s 0      |      |      | Lynn Burke          |           |     | États-Unis         | Jeux Olympiques                         | Rome            | 2 septembre 1960   |
| 1 min 08 s 9      |      |      | Donna De Varona     | 1947      | 16  | États-Unis         |                                         | Los Angeles     | 28 juillet 1963    |
| 1 min 08 s 6      |      |      | Christine Caron     | 1948      | 16  | France             | Critérium d'Ile-de-France               | Paris           | 14 juin 1964       |
| 1 min 08 s 3      |      |      | Virginia Duenkel    |           |     | États-Unis         |                                         | Los Angeles     | 28 septembre 1964  |
| 1 min 07 s 7      |      |      | Cathy Ferguson      |           |     | États-Unis         |                                         | Tokyo           | 14 octobre 1964    |
| 1 min 07 s 4      |      |      | Ann Fairlie         |           |     |                    |                                         | Béziers         | 23 juillet 1966    |
| 1 min 07 s 3      |      |      | Elaine Tanner       |           |     | Canada             |                                         | Winnipeg        | 27 juillet 1967    |
| 1 min 07 s 1      |      |      | Elaine Tanner       |           |     | Canada             |                                         | Winnipeg        | 30 juillet 1967    |
| 1 min 06 s 7      |      |      | Karen Muir          |           |     |                    |                                         | Kimberley       | 30 janvier 1968    |
| 1 min 06 s 4      |      |      | Karen Muir          |           |     |                    | Championnats de France                  | Montreuil       | 6 avril 1968       |
| 1 min 06 s 2      |      |      | Kaye Hall           |           |     | États-Unis         |                                         | Mexico          | 23 octobre 1968    |
| 1 min 05 s 6      |      |      | Karen Muir          |           |     |                    |                                         | Utrecht         | 6 juillet 1969     |
| 1 min 05 s 39     |      |      | Ulrike Richter      | 1959      | 14  | Allemagne de l'Est |                                         | Utrecht         | 18 août 1973       |
| 1 min 04 s 99     |      |      | Ulrike Richter      | 1959      | 14  | Allemagne de l'Est | Championnats du monde (r)               | Belgrade        | 4 septembre 1973   |
| 1 min 04 s 78     |      |      | Wendy Cook          |           |     | Canada             |                                         | Christchurch    | 31 janvier 1974    |
| 1 min 04 s 43     |      |      | Ulrike Richter      | 1959      | 15  | Allemagne de l'Est |                                         | Rostock         | 8 juillet 1974     |
| 1 min 04 s 09     |      |      | Ulrike Richter      | 1959      | 15  | Allemagne de l'Est | Championnats d'Europe                   | Vienne          | 22 août 1974       |
| 1 min 03 s 30     |      |      | Ulrike Richter      | 1959      | 15  | Allemagne de l'Est | Championnats d'Europe                   | Vienne          | 23 août 1974       |
| 1 min 03 s 08     |      |      | Ulrike Richter      | 1959      | 15  | Allemagne de l'Est | Championnats d'Europe                   | Vienne          | 24 août 1974       |
| 1 min 02 s 98     |      |      | Ulrike Richter      | 1959      | 15  | Allemagne de l'Est | Match USA/Allemagne de l'Est            | Concord         | 1er septembre 1974 |
| 1 min 02 s 60     |      |      | Ulrike Richter      | 1959      | 17  | Allemagne de l'Est |                                         | Tallinn         | 14 mars 1976       |
| 1 min 01 s 62     |      |      | Kornelia Ender      | 1958      | 18  | Allemagne de l'Est | Championnats d'Allemagne de l'Est       | Berlin-Est      | 3 juin 1976        |
| 1 min 01 s 51     |      |      | Ulrike Richter      | 1959      | 17  | Allemagne de l'Est | Championnats d'Allemagne de l'Est       | Berlin-Est      | 5 juin 1976        |
| 1 min 01 s 51     |      |      | Rica Reinisch       | 1965      | 15  | Allemagne de l'Est | Jeux Olympiques (r)                     | Moscou          | 20 juillet 1980    |
| 1 min 01 s 50     |      |      | Rica Reinisch       | 1965      | 15  | Allemagne de l'Est | Jeux Olympiques (s)                     | Moscou          | 22 juillet 1980    |
| 1 min 00 s 86     |      |      | Rica Reinisch       | 1965      | 15  | Allemagne de l'Est | Jeux Olympiques (f)                     | Moscou          | 23 juillet 1980    |
| 1 min 00 s 59     |      |      | Ina Kleber          | 1964      | 20  | Allemagne de l'Est | Jeux de l'Amitié (r)                    | Moscou          | 24 août 1984       |
| Nouveau règlement |      |      |                     |           |     |                    |                                         |                 |                    |
| 1 min 00 s 31     |      |      | Krisztina Egerszegi | 1974      | 17  | Hongrie            | Championnats d'Europe                   | Athènes         | 22 août 1991       |
| 1 min 00 s 16     |      |      | Cihong He           | 1975      | 19  | Chine              | Championnats du monde (r)               | Rome            | 10 septembre 1994  |
| 59 s 58           |      |      | Natalie Coughlin    | 1982      | 20  | États-Unis         | Championnats USA (f)                    | Fort Lauderdale | 13 août 2002       |
| 59 s 44           |      |      | Natalie Coughlin    | 1982      | 25  | États-Unis         | Championnats du monde (f)               | Melbourne       | 27 mars 2007       |
| 59 s 21           |      |      | Natalie Coughlin    | 1982      | 26  | États-Unis         | USA swimming grand prix du Missouri (s) | Columbia        | 17 février 2008    |
| 59 s 15           |      |      | Hayley McGregory    | 1986      | 22  | États-Unis         | US Olympic Trials (s)                   | Omaha           | 30 juin 2008       |
| 59 s 03           |      |      | Natalie Coughlin    | 1982      | 25  | États-Unis         | US Olympic Trials (s)                   | Omaha           | 30 juin 2008       |
| 58 s 97           |      |      | Natalie Coughlin    | 1982      | 25  | États-Unis         | US Olympic Trials (f)                   | Omaha           | 1er juillet 2008   |
| 58 s 77           |      |      | Kirsty Coventry     | 1983      | 24  | Zimbabwe           | Jeux olympiques (df)                    | Pékin           | 11 août 2008       |
| 58 s 48           |      |      | Anastasia Zueva     | 1990      | 19  | Russie             | Championnats du monde (df)              | Rome            | 27 juillet 2009    |
| 58 s 12           |      |      | Gemma Spofforth     | 1987      | 21  | Grande-Bretagne    | Championnats du monde (f)               | Rome            | 28 juillet 2009    |
| 58 s 10           |      |      | Kylie Masse         | 1996      | 21  | Canada             | Championnats du monde (f)               | Budapest        | 25 juillet 2017    |
| 58 s 00           |      |      | Kathleen Baker      | 1997      | 21  | États-Unis         | Championnats des États-Unis (f)         | Irvine          | 28 juillet 2018    |
| 57 s 57           |      |      | Regan Smith         | 2002      | 17  | États-Unis         | Championnats du monde (f relais)        | Gwangju         | 28 juillet 2019    |
| 57 s 45           |      |      | Kaylee McKeown      | 2001      | 19  | Australie          | Australian Swimming Trials (f)          | Adélaïde        | 13 juin 2021       |
| 57 s 33           |      |      | Kaylee McKeown      | 2001      | 22  | Australie          | Coupe du monde de natation FINA (f)     | Budapest        | 21 octobre 2023    |

## Bassin de 25 mètres
| Temps         | Athlète          | Naissance | Âge | Nationalité        | Compétition                   | Lieu              | Date              |
| ------------- | ---------------- | --------- | --- | ------------------ | ----------------------------- | ----------------- | ----------------- |
| 1 min 00 s 43 | Kristin Otto     | 1966      |     | Allemagne de l'Est |                               |                   |                   |
| 59 s 97       | Kristin Otto     | 1966      | 17  | Allemagne de l'Est | Meeting Indianapolis          | Indianapolis      | 7 janvier 1983    |
| -----         |                  |           |     |                    |                               |                   |                   |
| 59 s 41       | Angel Martino    | 1967      | 26  | États-Unis         |                               | Stavanger         | 20 novembre 1993  |
| 58 s 50       | Angel Martino    | 1967      | 26  | États-Unis         | Championnats du monde         | Palma de Majorque | 3 décembre 1993   |
| 58 s 45       | Mai Nakamura     |           |     | Japon              | Regional college meet         | Sagamihara        | 4 mars 2001       |
| 57 s 08       | Natalie Coughlin | 1982      | 19  | États-Unis         | Coupe du monde (f)            | New York          | 29 novembre 2001  |
| 56 s 71       | Natalie Coughlin | 1982      | 20  | États-Unis         | Coupe du monde (f)            | New York          | 23 novembre 2002  |
| 56 s 51       | Natalie Coughlin | 1982      | 25  | États-Unis         | Coupe du monde (f)            | Singapour         | 28 octobre 2007   |
| 56 s 15       | Shiho Sakai      | 1990      |     | Japon              |                               | Tokyo             | 22 février 2009   |
| 55 s 23       | Shiho Sakai      | 1990      |     | Japon              | Coupe du monde (f)            | Berlin            | 15 novembre 2009  |
| 55 s 03       | Katinka Hosszú   | 1989      | 25  | Hongrie            | Championnats du monde (f)     | Doha              | 4 décembre 2014   |
| 54 s 89       | Minna Atherton   | 2000      | 19  | Australie          | International Swimming League | Budapest          | 27 octobre 2019   |
| 54 s 56       | Kaylee McKeown   | 2000      | 24  | Australie          | Championnats d'Australie      | Adélaïde          | 26 septembre 2024 |

## 100 yards dos
| Temps   | Athlète          | Naissance | Âge | Nationalité           | Compétition       | Lieu   | Date         |
| ------- | ---------------- | --------- | --- | --------------------- | ----------------- | ------ | ------------ |
| 49 s 97 | Natalie Coughlin | 1982      | 20  | États-Unis Californie | Championnats NCAA | Austin | 22 mars 2002 |